# Huancavelica (província)
Huancavelica é uma província do Peru localizada na região de Huancavelica. Sua capital é a cidade de Huancavelica.

## Distritos da província
- Acobambilla
- Acoria
- Ascension
- Conayca
- Cuenca
- Huachocolpa
- Huancavelica
- Huando
- Huayllahuara
- Izcuchaca
- Laria
- Manta
- Mariscal Cáceres
- Moya
- Nuevo Occoro
- Palca
- Pilchaca
- Vilca
- Yauli